# Długopole Górne

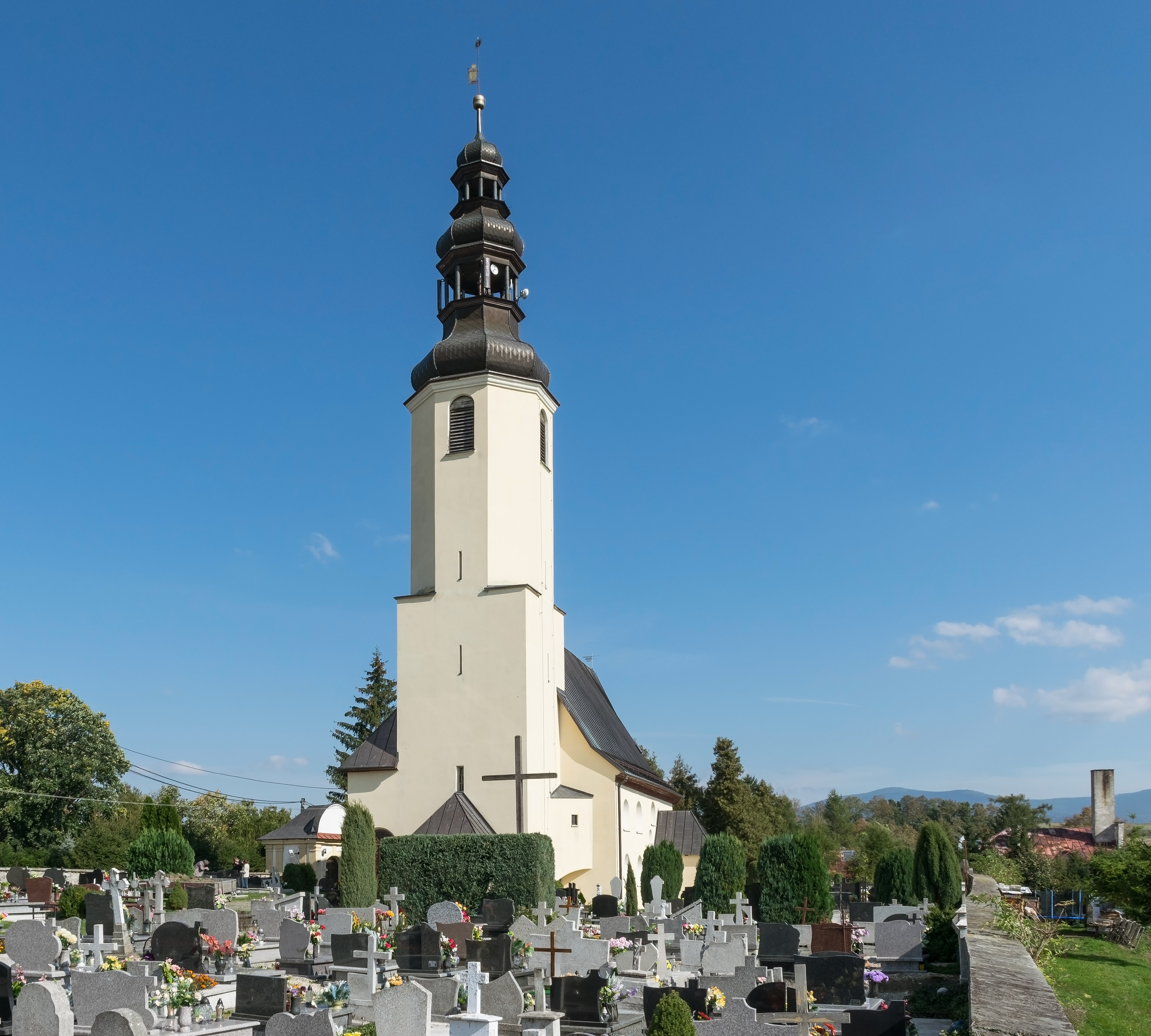
St.-Peter-und-Paul-Kirche

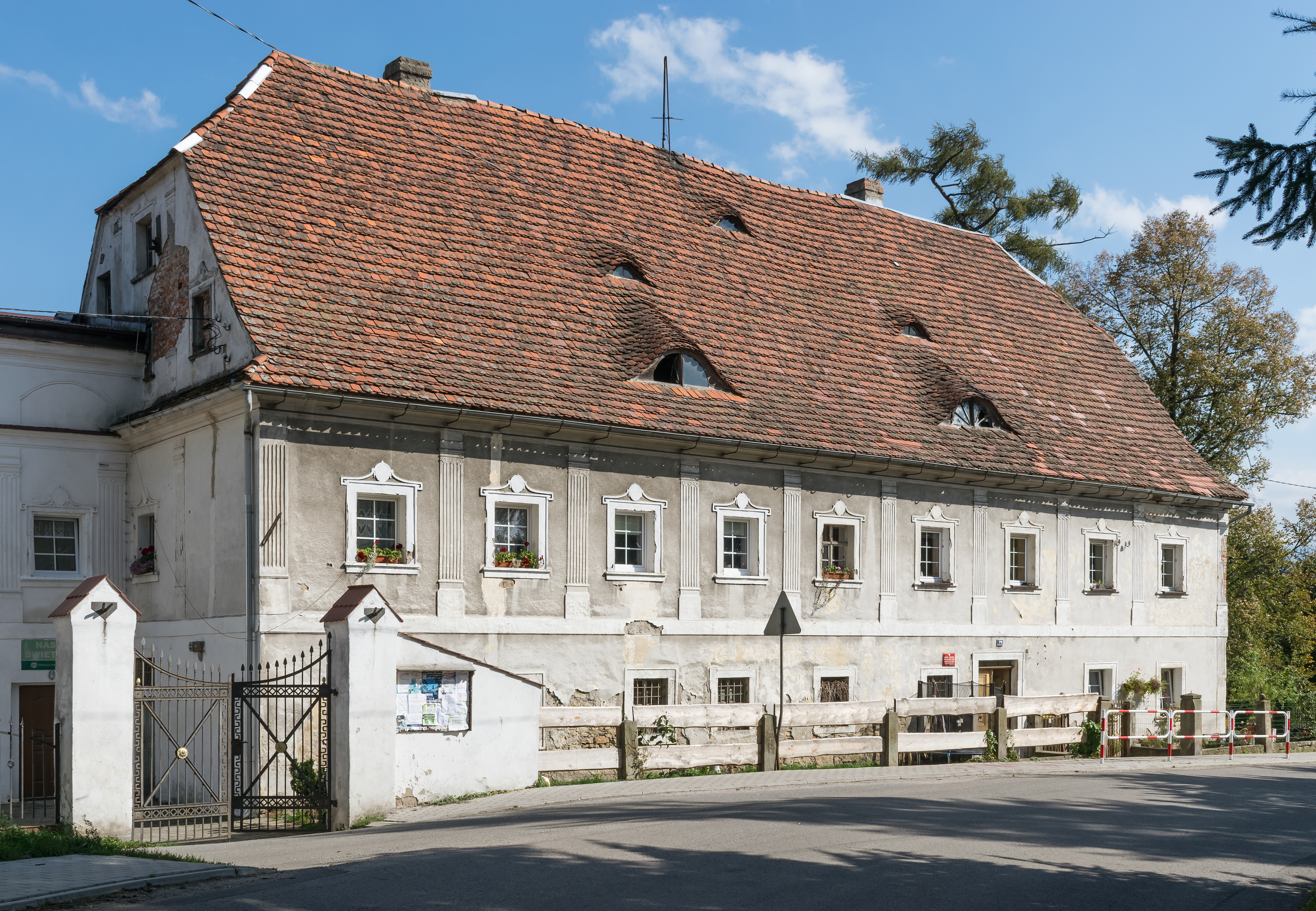
Hoecker-Haus

Długopole Górne (deutsch: Oberlangenau) ist ein Ort in der Stadt- und Landgemeinde Międzylesie (Mittelwalde) im Powiat Kłodzki der Woiwodschaft Niederschlesien in Polen. Es liegt elft Kilometer nördlich von Międzylesie (Mittelwalde).

## Geographie
Długopole Górne liegt im Tal der Glatzer Neiße am östlichen Fuß des Habelschwerdter Gebirges an einer Nebenstraße, die von Bystrzyca Kłodzka (Habelschwerdt) nach Roztoki (Schönfeld) führt. Nachbarorte sind Długopole-Zdrój (Bad Langenau) und Długopole Dolne (Niederlangenau) im Norden, Domaszków (Ebersdorf) und Roztoki (Schönfeld) im Südosten, Różanka (Rosenthal) im Süden, Gniewoszów (Seitendorf) im Südwesten und Poręba (Lichtenwalde) im Nordwesten. Südwestlich liegt der 739 m hohe Jedlnik (Dreitannenberg) sowie die Burgruine Schnallenstein.

## Geschichte
Langenau wurde erstmals 1346 erwähnt, als es in die selbständigen Orte Ober- und Niederlangenau aufgeteilt wurde. Es gehörte zum Glatzer Land, mit dem es die Geschichte seiner politischen und kirchlichen Zugehörigkeit teilte. Für 1384 ist es in einem Verzeichnis des Glatzer Dekanats als Pfarrort nachgewiesen. Zu dieser Zeit bestand bereits die Kirche St. Peter und Paul als Holzbau. 1595 wurde sie durch einen Steinbau ersetzt. Die Dörfer Niederlangenau, Verlorenwasser, Lichtenwalde und Seitendorf gehörten zunächst zur Oberlangenauer Pfarrei. Sie wurde in der ersten Hälfte des 17. Jahrhunderts zu einer Filialkirche von Ebersdorf abgestuft.
Nachdem im Dreißigjährigen Krieg die Kaiserlichen 1622 die Grafschaft Glatz zurückeroberten, kam es in Habelschwerdt und Umgebung zu einem Aufstand der Anhänger des Winterkönigs Friedrich von der Pfalz, der vom Oberlangenauer Freirichter Hans Wolf angeführt wurde. Die kaiserliche Garnison rief daraufhin polnische Truppen zu Hilfe, die die Gegend plünderten. Der Oberlangenauer Pfarrer Martin Leimgruben wurde in seinem Pfarrhaus misshandelt und getötet. Nach Wiedererlangung der Macht durch den böhmischen Landesherrn wurde Hans Wolf mit einer Strafe von 588 Talern belegt. 1633 starben 133 Menschen an der Pest. 1647 wurde die Kirche von kaiserlichen Soldaten geplündert.
Nach dem Ersten Schlesischen Krieg 1742 und endgültig mit dem Hubertusburger Frieden 1763 kam Oberlangenau zusammen mit der Grafschaft Glatz an Preußen. Anfang des 19. Jahrhunderts bestand Oberlangenau aus zwei Anteilen:
- Der Dominialanteil gehörte in ältesten Zeiten zur Burg Schnallenstein. Nach der Zerstörung der Burg 1428 durch die Hussiten kam dieser Anteil zusammen Schnallenstein an die Böhmische Kammer. 1684 wurde er zusammen mit anderen Kammerdörfern im Habelschwerdter Distrikt vom Glatzer Landeshauptmann Michael Wenzel von Althann erworben, dem bereits die benachbarten Herrschaften Mittelwalde, Wölfelsdorf und Schönfeld gehörten. Dieser bildete aus den neu erworbenen Dorfschaften und den Nieder- und Oberlangenauer Anteilen die Herrschaft Schnallenstein, deren Hauptort Rosenthal war, so dass sie auch als „Herrschaft Rosenthal“ bezeichnet wurde.
- Zum Freirichtergut gehörten zwei Freibauern, ein Kretscham, eine Wassermühle, eine Leinwandwalke, eine Bleiche, einige Teiche sowie 25 Gärtner- und andere Stellen. Es verfügte u. a. über die Niedergerichte, das Jagdrecht, das Branntwein- und Brauprivileg. Die Obergerichtsbarkeit lag beim Dominium.

Nach der Neugliederung Preußens gehörte Oberlangenau seit 1815 zur Provinz Schlesien und war zunächst dem Landkreis Glatz eingegliedert. 1818 wurde es dem Landkreis Habelschwerdt zugewiesen, mit dem es bis 1945 verbunden blieb. 1939 wurden 1197 Einwohner gezählt.
Als Folge des Zweiten Weltkriegs fiel Oberlangenau 1945 wie fast ganz Schlesien an Polen und wurde in Długopole Górne umbenannt. Die deutsche Bevölkerung wurde vertrieben. Die neu angesiedelten Bewohner waren teilweise Zwangsumgesiedelte aus Ostpolen, das an die Sowjetunion gefallen war. 1975–1998 gehörte Długopole Górne zur Woiwodschaft Wałbrzych (Waldenburg).

## Sehenswürdigkeiten
- Die bereits 1384 erwähnte Pfarrkirche St. Peter und Paul (Kościół św. Piotra i Pawła) wurde 1595 neu errichtet. Sie besitzt umlaufende Emporen und ein spätgotisches Kreuzgewölbe. Der Kirchturm mit Barockhaube wurde Ende des 16. Jahrhunderts errichtet. Der klassizistische Hochaltar wurde um 1800 geschaffen. Die 1925 restaurierte gotische Madonnenstatue aus dem 15. Jahrhundert, die bis 1945 im Chorbogen der Kirche stand, befindet sich jetzt im Diözesanmuseum in Breslau.
- Das Hoecker-Haus war ursprünglich eine Freirichterei. Es war das Elternhaus des akademischen Malers Paul Hoecker, der 1901 aus München zurückkehrte und es mit Kunstschätzen ausstattete.

## Persönlichkeiten
- Laurentius Scipio (eigentlich Laurenz Knittel; 1611–1691), Abt des Zisterzienserklosters Ossegg
- Paul Hoecker (1854–1910), Kunstmaler, Professor an der Königlichen Akademie der Bildenden Künste in München und Gründungsmitglied der Münchener Secession
- Vally Walter (1877–1962), deutsche Malerin und Lehrerin